# Lac Barrier
Pour l’article homonyme, voir Lac Barrier (Colombie-Britannique).
Le lac Barrier (en anglais : Barrier Lake) est un lac artificiel situé au nord du comté de Kananaskis dans la province d'Alberta, au Canada. 
La Alberta Highway 40 passe entre le lac et Mount Baldy, sur la rive orientale du lac. Il est situé au sein du Bow Valley Provincial Park.
Le lac Barrier fut créé sur le cours de la rivière Kananaskis afin de générer de l'énergie hydroélectrique, le barrage qui retient le lac se trouve à l'extrémité nord de ce dernier. 
Le lac est également utilisé pour des activités récréatives, avec des chemins de randonnée entourant le lac (et des pistes de ski de fond en hiver). Un office de tourisme est situé sur la rive orientale. Le barrage, Barrier Dam, et le lac, Barrier Lake, sont entretenus par l'Alberta Community Development. La Jewell Bay Backcountry Campground est situé à 4,0 km du barrage. La pratique du ski nautique est autorisée sur le lac, mais elle est rare en raison de la faible température de l'eau.
Le lac Barrier est utilisé dans le film X2: X-Men United (2003) à la place du lac Alkali. 